# Vulgichneumon cagnatus
Vulgichneumon cagnatus är en stekelart som först beskrevs av Etienne Laurent Joseph Hippolyte Boyer de Fonscolombe 1847.  Vulgichneumon cagnatus ingår i släktet Vulgichneumon och familjen brokparasitsteklar. Inga underarter finns listade i Catalogue of Life.